# Giro di Lombardia 1914
Il Giro di Lombardia 1914, decima edizione della corsa, fu disputata il 25 ottobre 1914, su un percorso totale di 235 km. Fu vinta dall'italiano Lauro Bordin, giunto al traguardo con il tempo di 7h16'40", alla media di 32,290 km/h, precedendo i connazionali Giuseppe Azzini e Pierino Piacco. 
Presero il via da Milano 44 ciclisti e 29 di essi portarono a termine la gara.

## Ordine d'arrivo (Top 10)
| Pos. | Corridore           | Squadra         | Tempo    |
| ---- | ------------------- | --------------- | -------- |
| 1    | Lauro Bordin        | Bianchi-Pirelli | 7h16'40" |
| 2    | Giuseppe Azzini     | Bianchi-Pirelli | s.t.     |
| 3    | Pierino Piacco      | -               | s.t.     |
| 4    | Camillo Bertarelli  | Ganna           | s.t.     |
| 5    | Eberardo Pavesi     | Bianchi-Pirelli | s.t.     |
| 6    | Costante Girardengo | Maino-Dunlop    | s.t.     |
| 7    | Umberto Ripamonti   | -               | s.t.     |
| 8    | Emilio Petiva       | Stucchi-Dunlop  | a 4'40"  |
| 9    | Ugo Agostoni        | Bianchi-Pirelli | a 6'10"  |
| 10   | Angelo Gremo        | Peugeot-Wolber  | a 8'30"  |